# Josef Lang (homme politique, 1897)
Pour les articles homonymes, voir Josef Lang et Lang.
Josef Lang (né le 24 août 1897 à Kochertürn et mort le 26 juin 1965 à Neuenstadt am Kocher) est un agriculteur et homme politique allemand (CDU). 

## Biographie
Lang, qui est agriculteur de profession, rejoint la CDU après la Seconde Guerre mondiale et est temporairement maire de Kochertürn. Le 30 janvier 1952, il succède au député décédé Karl Vogt dans la circonscription de Heilbronn au Landtag de Wurtemberg-Bade, dont il est député jusqu'à la fin de la législature. De 1952 à 1960, il est député du Landtag de Bade-Wurtemberg pour la circonscription de Heilbronn-Campagne I. 

## Honneurs
- 1952: Officier de l'ordre du Mérite de la République fédérale d'Allemagne
- Josef-Lang-Strasse à Neuenstadt am Kocher